# Eric Gründemann
Eric Gründemann (* 8. September 1998 in Magdeburg) ist ein deutscher Fußballspieler. Seit Sommer 2023 steht er beim SGV Freiberg unter Vertrag.

## Karriere
Nach seinen Anfängen in der Jugend des 1. FC Magdeburg und von Eintracht Frankfurt, Gründemann spielte sowohl in der B-Junioren-Bundesliga als auch in der A-Junioren-Bundesliga, wechselte er zur Saison 2017/18 in die 3. Liga zu Hansa Rostock. Beim Club an der Ostsee unterschrieb er ein Arbeitspapier bis 30. Juni 2019 plus Option auf eine weitere Spielzeit. Zu seinem ersten Einsatz im Profiteam der Hansestädter kam er, als er am 38. Spieltag beim 1:1-Auswärtsunentschieden gegen den Chemnitzer FC in der Startformation stand. Darüber hinaus erhielt Gründemann Einsatzzeiten in der zweiten Mannschaft. Aufgrund einer schweren Knieverletzung, die sich der Schlussmann während in der Vorbereitung auf die Saison 2018/19 zuzog, blieben weitere Einsatzzeiten für den Nachwuchstorwart zunächst aus. Erst ab März 2019 spielte er wieder in der Reservemannschaft.
Zur Saison 2019/20 wechselte Gründemann in die viertklassige Regionalliga Südwest zur SV Elversberg, bei der er einen Vertrag bis zum 30. Juni 2021 unterschrieb. Dort wurde er Ersatz von Frank Lehmann und kam in seiner ersten Saison zu keinem Ligaeinsatz. Jedoch steuerte er 3 Einsätze zum Gewinn des Saarlandpokals bei. In der Saison 2020/21 wurde kam Gründemann auf 4 Regionalligaeinsätze und wurde erneut, diesmal jedoch ohne Einsatz, Saarlandpokal-Sieger. Anschließend verließ er den Verein mit seinem Vertragsende.
Zur Saison 2021/22 schloss sich Gründemann in der Regionalliga Nord dem Absteiger VfB Lübeck an, bei dem er einen Einjahresvertrag erhielt. Dort war er auf Anhieb der Stammtorhüter. Mit seinem 15. Pflichtspieleinsatz im Dezember 2021 verlängerte sich sein Vertrag bis zum 30. Juni 2023. Der Torhüter absolvierte 27 von 30 Regionalligaspielen, jedoch verpasste der VfB den direkten Wiederaufstieg. Im SHFV-Pokal erhielt sein Ersatzmann Julius Schmid den Vorzug. Gründemann stand aber beim Finalsieg im Tor, womit man sich für den DFB-Pokal qualifizierte. In der Saison 2022/23 verlor Gründemann seinen Stammplatz an den Neuzugang Florian Kirschke. Er absolvierte daher nur 3 Regionalliga- und 2 SHFV-Pokal-Spiele. Der VfB stieg als Meister in die 3. Liga auf und gewann erneut den Landespokal. Anschließend verließ er die Lübecker mit seinem Vertragsende.
Zur Saison 2023/24 schloss sich Gründemann in der Regionalliga Südwest dem SGV Freiberg an.

## Erfolge
- Meister der Regionalliga Nord und Aufstieg in die 3. Liga: 2023
- SHFV-Pokal-Sieger: 2022, 2023
- Saarlandpokal-Sieger: 2020, 2021
- Mecklenburg-Vorpommern-Pokal-Sieger: 2018, 2019